# Lãnh binh Thăng

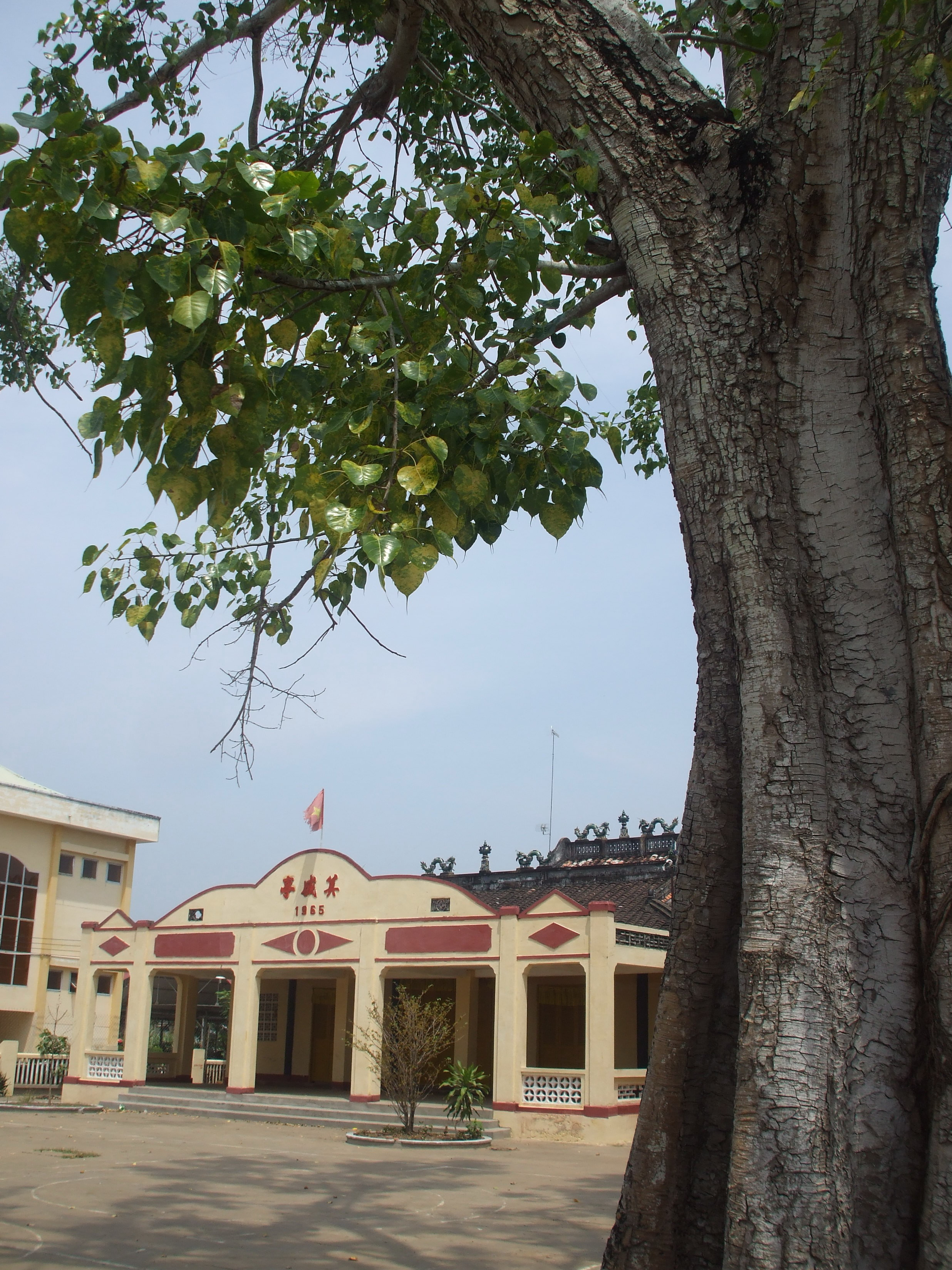
Đền Thờ Lãnh Binh Thăng Tại Mỹ Thạnh, Bến Tre.

Nguyễn Ngọc Thăng (1798 - 1866) là một võ tướng nhà Nguyễn, thuộc thế hệ tham gia chiến đấu chống Pháp đầu tiên của Bến Tre và Nam Kỳ. Do ông từng giữ chức Lãnh binh, nên dân gian vẫn thường gọi ông là Lãnh binh Thăng. Ông dùng trái "mù u " để đánh giặc

## Thân thế & sự nghiệp
Lãnh binh Thăng sinh tại năm 1798 tại ấp Giồng Keo, làng Mỹ Thạnh, huyện Tân An (nay là Mỹ Thạnh, Giồng Trôm, Bến Tre). Ông xuất thân trong một gia đình nông dân, từ miền Trung vào lập nghiệp đã lâu nên khá giả.
Cha ông tên Nguyễn Công, mẹ là Trần Thị Kiếm. Cha mẹ ông sinh được 3 người con, ông là con trai trưởng. Từ thuở thiếu niên, Nguyễn Ngọc Thăng phải giúp cha mẹ nhiều công việc đồng áng và tỏ ra ham học, thông minh, có thiên hướng về võ nghệ. Do vậy, ngoài học chữ Hán của các thầy đồ trong làng, ông còn cùng với bạn bè trang lứa tìm đến các lò võ xung quanh vùng để học võ nghệ.
Lớn lên, ông đăng lính triều đình. Vốn thông minh và giỏi võ nghệ, nên trong thời gian ở quân đội, ông luôn được cấp trên quan tâm. Đến năm 1848, dưới thời Tự Đức, ông được thăng chức lãnh binh. Đến khi đủ tài lực, ông đứng ra chiêu mộ dân để khai khẩn đất đai, lập đồn điền vùng Bảo Hựu (Bến Tre).

### Chống thực dân Pháp
Mờ sáng ngày 1 tháng Chín (âm lịch) năm Mậu Ngọ (1858), năm Tự Đức thứ 11, quân Pháp nổ súng đánh Đà Nẵng. Sau 5 tháng giao tranh, quân Pháp vẫn bị cầm chân ở nơi đây. Theo lệnh của Tổng chỉ huy quân viễn chinh Pháp là Phó đô đốc Rigault de Genouilly, hai phần ba số lính Pháp kéo vào tấn công thành Gia Định.
Ngày 17 tháng 2 năm 1859, quân Pháp đổ bộ, nã đại pháo và dùng chất nổ đánh thủng cửa Đông thành. Quân Pháp dùng thang cao leo vào, pháo của quân Việt từ trên thành bắn xuống, nhưng không mấy hiệu quả... Nhận được tin, Lãnh binh Thăng đem binh từ Thủ Thiêm đến cứu viện, nhưng chưa kịp đến nơi thì thành Gia Định đã bị đối phương chiếm lấy, sau khi đôi bên giáp mặt đánh nhau rất ác liệt.
Thành mất, Hộ đốc trấn giữ thành là Võ Duy Ninh và án sát Lê Từ tuẫn tiết. Nghe tin Gia Định thất thủ, triều đình Huế liền phái Thượng thư bộ Hộ Tôn Thất Hiệp mang 1500 quân vào đóng ở Biên Hòa, còn Lãnh binh Thăng được lệnh vẫn đóng giữ vùng Chùa Cây Mai Tại đây, ông cho củng cố đồn lũy, nhưng do vũ khí của Pháp quá mạnh nên chỉ sau một thời gian cầm cự, ông cũng phải bỏ đồn.
Sau khi chiếm được thành Gia Định và hạ xong Đại đồn Chí Hòa, Pháp xua quân tiến đánh Định Tường, vì đây là cửa ngõ của vựa lúa gạo vùng đồng bằng sông Cửu Long.
Ngày 5 tháng 6 năm 1862, triều đình Huế ký hòa ước Nhâm Tuất nhượng ba tỉnh là Biên Hòa, Gia Định, Định Tường và đảo Côn Lôn cho Pháp. Vua Tự Đức xuống chiếu dụ kêu gọi bãi binh, nhưng Quản cơ Gò Công là Trương Định lại không chịu ngừng chiến, rút quân, và nhượng đất mà vẫn cố thủ, tiếp tục kháng Pháp.
Lúc ấy, Lãnh binh Thăng cũng đã rút quân về Gò Công. Từ đấy hai nhóm quân hợp nhất, tiếp tục chiến đấu chống Pháp, Lãnh binh Thăng ở dưới quyền chỉ huy của Trương Định.
Ngày 19 tháng 8 năm 1864, một thuộc hạ cũ của Trương Định là Huỳnh Công Tấn, sau khi đã đầu hàng Pháp, dẫn đường cho quân Pháp bất ngờ đánh úp bản doanh. Trương Định bị trọng thương và ông đã rút gươm tự sát tại Ao Dinh (Gò Công), để bảo toàn khí tiết vào rạng sáng ngày 20 tháng 8 năm 1864.
Dù bị tổn thất lớn, nhưng Lãnh binh Thăng vẫn cùng với các nghĩa quân quyết tâm chiến đấu, không chịu đầu hàng.

### Hy sinh
Vào ngày 27 tháng 6 năm 1866 (tức ngày Rằm tháng 5 năm Bính Dần), trong lúc đang chỉ huy nghĩa quân đánh nhau với đối phương ở hữu ngạn sông Soài Rạp, ông bị trúng đạn, tử thương. Lợi dụng đêm tối, các thuộc hạ trung thành đã dùng ghe đưa thi hài ông về Mỹ Lồng (nay là xã Mỹ Thạnh, huyện Giồng Trôm) để an táng ông .
Nghe tin ông mất, vua Tự Đức có phong sắc, áo, mão và một thanh gươm. Do chiến tranh, những di vật này đặt tại ngôi miếu thờ ông ở ấp Giồng Keo bị hư hỏng và thất lạc.
Mộ Lãnh binh Thăng hiện ở tại ấp Giồng Keo, làng Lương Mỹ, tổng Bảo Thành (nay là ấp Căn Cứ, xã Mỹ Thạnh, huyện Giồng Trôm, tỉnh Bến Tre).

## Ghi công
Tại Bến Tre từ năm 1955 đã có con đường mang tên đường Lãnh Binh Thăng. Và hiện nay, ở Thành phố Hồ Chí Minh cũng có một con đường, một ngôi chợ, một cây cầu mang tên hoặc chức vụ của ông (cầu Ông Lãnh, chợ cầu Ông Lãnh)
Ở Bến Tre, cũng có trường mang tên ông-trường THPT Nguyễn Ngọc Thăng(xã Phước Long, huyện Giồng Trôm, tỉnh Bến Tre).
Đình làng Nhơn Hòa (Cô Bắc, Quận 1, Thành phố Hồ Chí Minh) và tại đình làng Mỹ Thạnh, huyện Giồng Trôm đều thờ Lãnh Binh Thăng. Hàng năm đến kỳ quý tế, hai nơi này đều có tổ chức lễ tưởng niệm rất trọng thể.
Năm 1997, đình thờ và mộ ông ở Mỹ Thạnh đã được Bộ Văn Hóa Thông tin công nhận là Di tích lịch sử văn hóa cấp Quốc gia.

## Chợ và cầu mang tên Ông Lãnh
Cầu Ông Lãnh do Lãnh binh Thăng (khi ấy đang đóng quân ở đồn Cây Mai-Thủ Thiêm) cho xây dựng. Ban đầu, cầu làm bằng gỗ, đến năm 1929, người Pháp cho xây lại bằng xi măng, dài 120m.
Năm 1874, một ngôi chợ được xây cất ở khu vực này, mang tên Chợ Cầu Ông Lãnh, chuyên bán trái cây tươi (hiện nay nằm trên đường Nguyễn Thái Học, Quận 1, Thành phố Hồ Chí Minh, gần mé sông bến Chương Dương). Năm 1885, học giả Trương Vĩnh Ký đã viết rằng: chiếc cầu gỗ do ông Lãnh binh ở gần đó cho bắc qua, chắc là ông Lãnh binh Thăng này, chớ không phải ai khác.
Nhưng có người lại bảo rằng: Mặc dù sau Hòa ước Giáp Tuất (1874), toàn Nam Kỳ đã thuộc Pháp nhưng nhà Nguyễn vẫn được phép đặt một lãnh sự quán ở Sài Gòn. Trụ sở ấy đóng tại góc đường Đề Thám-Trần Hưng Đạo ngày nay, và vị lãnh sự đầu tiên là Nguyễn Thành Ý (hiện còn tên đường ở phường Đa Kao, quận 1). Do ông này thường đi chiếc xe song mã qua lại khu vực chợ dưới bến Chương Dương, chỗ chiếc cầu neo đậu xuồng ghe của giới thương hồ, từ đó mới có tên gọi là chợ Cầu Ông Lãnh.
Tuy nhiên ý kiến của Trương Vĩnh Ký được nhiều người tin theo hơn. 